# Певање уз гусле
Певање уз гусле је извођачка уметност која обухвата солистичко певање народних епских песама у десетерцу које певач изводи пратећи се на гуслама, једножичном гудачком инструменту. Присутно је на територије целе Србије, али је његова пракса израженија у западним и централним пределима Србије, и у Војводини.
Певање уз гусле се налази на листи нематеријалног културног наслеђа Србије.
Године 2018. певање уз гусле нашло се и на Унесковој Репрезентативној листи нематеријалног културног наслеђа човечанства

## Историја
У прошлости су усменим путем преношени и поетски текстови и музичка компонента гусларских песама, док се данас презентују махом познати, записани текстови, али се музичка компонента обликује по принципу ипморвизација. Ова архаична форма народне уметности промовише највише етичке вредности, важност породичних односа и хомогености заједнице и представља спој историјског памћења колектива и традиционалне музичке вештине, а заједнице које је практикују, сматрају је најрепрезентнијим елементом свог идентитета.

## Певање уз гусле као елеменат нематеријалног културног наслеђа Србије
Певање уз гусле, део нематеријалног културног наслеђа Србије, уписано је на Унескову Репрезентативну листу нематеријалног културног наслеђа човечанства. Одлуку о упису гуслања донео је 29. новембра 2018. Унесков Међувладин комитет за очување нематеријалног културног наслеђа. Номинацију је покренуло Министарство културе и информисања 2016. године, Центром за нематеријално културно наслеђе при Етнографском музеју у Београду, Музиколошким иснститутим САНУ и Савезом гуслара Србије. гусларских удружења, појединаца, локалних самоуправа, институција, невладиних организација и стручних удружења. Певање уз гусле је трећи упис Републике Србије на Унескову Репрезентативну листу нематеријалног културног наслеђа човечанства.
У Ужицу постоји гусларско удружење „Право у жицу”.

## Контрадикторности и полемике
По упису певања уз гусле на Унескову Репрезентативну листу нематеријалног културног наслеђа човечанства дошло је до полемике око тога да ли је ова уметност заиста само српско културно наслеђе, или је заправо културно наслеђе целог региона Балкана, обзиром да се ова врста песме негује вековима и у Босни и Херцеговини, Хрватској, Албанији, а посебно у Црној Гори. Ове земље повеле су иницијативу да нематеријално насљеђе везано за овај традиционални инструмент буде предмет даљих активности на покретању једне мултинационалне номинације према УНЕСКО-у.